# Gurij Pljugin
Gurij A. Pljugin (ryska: Гурий Антонович Плюгин), född 1925 i Leningrad, en sovjetisk astronom.
Minor Planet Center listar honom som G. A. Plyugin och som upptäckare av 7 asteroider, alla tillsammans med landsmannen Jurij Beljaev.

## Asteroider upptäckta av Gurij Pljugin
| 1993 Guacolda [A]                         | 25 juli 1968 |
| 4228 Nemiro [A]                           | 25 juli 1968 |
| 4590 Dimashchegolev [A]                   | 25 juli 1968 |
| 7450 Shilling [A]                         | 24 juli 1968 |
| 23401 Brodskaya [A]                       | 25 juli 1968 |
| 32731 Annaivanovna [A]                    | 25 juli 1968 |
| 52225 Panchenko [A]                       | 25 juli 1968 |
| Upptäckt tillsammans med: A Jurij Beljaev |              |